# Király Ede
Király Ede (Budapest, 1926. február 21. – Ontario, Kanada, 2009. augusztus 10.) olimpiai ezüstérmes, világbajnok műkorcsolyázó, mérnök, edző.

## Élete
1940-től 1949-ig a BKE (Budapesti Korcsolyázó Egylet) versenyzője volt. 1944-től 1949-ig szerepelt a magyar válogatottban. A sportág kiemelkedő magyar képviselője, nagy világversenyen, illetve Európa-bajnokságon összesen tizenhárom érmet nyert. Egyéniben és klubtársával, Kékessy Andreával párosban is ért el eredményeket.  Az 1948. évi olimpián párosban ők nyerték Magyarország első – és 1980-ig egyetlen – téli olimpiai ezüstérmét. 1949-ben, Kékessy Andrea külföldre távozásakor a MÉMOSZ SE versenyzője lett.
1944-ben a zuglói Szent István Gimnáziumban érettségizett. 1950-ben a Budapesti Műszaki Egyetemen általános mérnöki diplomát szerzett, majd Kanadában telepedett le. Nyugalomba vonulásáig Ontarióban mérnökként, illetve edzőként tevékenykedett.

## Sporteredményei
- párosban Kékessy Andreával:
  - olimpiai 2. helyezett (1948)
  - világbajnok (1949)
  - világbajnoki 2. helyezett (1948)
  - kétszeres Európa-bajnok (1948, 1949)
  - kétszeres főiskolai világbajnok (1947, 1949)
  - négyszeres magyar bajnok (1944, 1947–1949)
- egyéniben:
  - olimpiai 5. helyezett (1948)
  - kétszeres világbajnoki 2. helyezett (1949, 1950)
  - világbajnoki 3. helyezett (1948)
  - Európa-bajnok (1950)
  - Európa-bajnoki 2. helyezett (1949)
  - főiskolai világbajnoki 2. helyezett (1947)
  - ötszörös magyar bajnok (1946–1950)